# ضدی
ضدّی  جماعت و شهرکی در کشور تاجیکستان است که در ناحیهٔ ورزاب ناحیه‌های تابع جمهوری قرار دارد. جمعیت این جماعت ۵۳۷۳ است.